# Maria Ferrero Gussago
Maria Ferrero Gussago (Cellatica, 1893 – Brescia, 1982) è stata un'artista italiana.

## Biografia
Maria Ferrero Gussago appartiene alla categoria di artisti del secondo futurismo italiano, che fin dagli anni trenta hanno partecipato alle attività sperimentali e alle manifestazioni collettive della neo-avanguardia. Amica di Piero Martinetti e Farfa che scrissero di lei, apprezzata da Lucio Fontana che nel 1958 le dedicò una nota critica, per la presentazione della mostra alla Galleria Montenapoleone di Milano. In realtà Maria Ferrero Gussago non aderì al credo futurista, ma ne assunse la spinta alla rottura degli schemi. Ne acquisì soprattutto la predilezione per la rivisitazione spaziale del segno linguistico. Definisce numeri in libertà quelle sue opere in cui le cifre aritmetiche si propongono come "codici dell'universo". Nei primi anni sessanta, la creazione delle "reti". Si tratta di tre strati di reti metalliche, lavorate con colori, spaghi e materiali vari che creano trasparenze nelle quali il simbolo numerico si legge per assenza, ossia per rarefazione della materia cromatica. Ferrero Gussago, nella sua lunga carriera artistica, ha partecipato alla Biennale di Venezia nel 1942 e nel 1978 invitata da Mirella Bentivoglio nel settore arti visive e materializzazione del linguaggio. Invitata alla Quadriennale di Roma nel 1943, ha poi partecipato a numerose iniziative in Italia e all'estero promosse dal Centro Operatico SINCRON di Brescia dal 1967 al 1971. Hanno scritto di lei importanti critici e scrittori d'arte. Due opere dell'artista lombarda sono presenti nella collezione del Museo d'arte moderna e contemporanea di Trento e Rovereto.